# Igeltjärnen (Ockelbo socken, Gästrikland, 675475-152680)
Igeltjärnen är en sjö i Ockelbo kommun i Gästrikland och ingår i Gavleåns huvudavrinningsområde.